# George Carrier
George Carrier   (Millinocket, 4 de maig de 1918 - Boston, 8 de març de 2002) va ser un enginyer i matemàtic estatunidenc.

## Vida i obra
Nascut a Millinocket, on el seu pare era intendent de la planta de paper de la Great Northern Paper Company, va fer els estudis secundaris a l'institut d'aquesta vila, mentre feia de guia de muntanya pels turistes que volien pujar al mont Katahdin, el més alt (1600 m.) de l'estat de Maine. Seguint els passos del seu pare, va estudiar a la universitat de Cornell, on va obtenir un màster en enginyeria el 1939 i un doctorat el 1944, sota la direcció del professor James N. Goodier. A Cornell va organitzar una banda de jazz en la que tocava el clarinet i l'ocarina de forma remarcable. Durant aquest període va contraure una tuberculosi que el va obligar a estar en un sanatori durant un any, temps que va emprar en estudiar llibres de matemàtiques avançades.
Després de doctorar-se, va treballar durant dos anys amb Howard Emmons a l'escola d'enginyers de Harvard en dinàmica de fluids, col·laborant al disseny i construcció d'un túnel de vent d'alta velocitat i en l'estudi dels fluxes supersònics. El 1946 es va incorporar a la universitat de Brown. El 1952 va tornar a Harvard com a professor d'enginyeria mecànica i es va quedar a Harvard durant la resta de la seva carrera, essent catedràtic de matemàtica aplicada a partir de 1972.
Carrier és generalment considerat com un dels millors matemàtics aplicats estatunidencs. Tenia un talent especial per descriure matemàticament fenòmens físics complicats i, aleshores, deduïa solucions analítiques aproximades que descrivien amb precisió el comportament dels fenòmens i permetien prediccions útils. La rapidesa amb què executava l'anàlisi era sovint excepcional.
Carrier va ser co-autor de tres coneguts llibres de text sobre anàlisi complexa i sobre equacions diferencials ordinàries i parcials i va publicar més de cent articles científics sobre mecànica de fluids, mecànica de sòlids, transferència de calor, radiació, sistemes estocàstics, oceanografia i altres tècniques matemàtiques.